# Calcaritis pallida
Calcaritis pallida là một loài bướm đêm trong họ Geometridae.